# إغريمة إسطاجانكية
غريميا إسطاجانكية (الاسم العلمي: Grimmia tergestina) هي نوع من النباتات تتبع جنس الغريميا من الفصيلة الغريمية.